# Gare de Milhaud
Gare de Milhaud vasútállomás Franciaországban, Milhaud településen.

## Vasútvonalak
Az állomást az alábbi vasútvonalak érintik:
- Tarascon–Sète-Ville-vasútvonal

## Kapcsolódó állomások
A vasútállomáshoz az alábbi állomások vannak a legközelebb:
- Saint-Césaire (Gare de Tarascon, Tarascon–Sète-Ville-vasútvonal)
- Gare d’Uchaud (Gare de Sète, Tarascon–Sète-Ville-vasútvonal)